# لوئیجی پدرازینی (بازیکن فوتبال)
لوئیجی پدرازینی (انگلیسی: Luigi Pedrazzini؛ زادهٔ ۲۰ ژوئیهٔ ۱۹۰۹) بازیکن فوتبال اهل ایتالیا است.
از باشگاه‌هایی که در آن بازی کرده‌است می‌توان به باشگاه فوتبال اینتر میلان، باشگاه فوتبال کرمونزه، باشگاه فوتبال آ.ث. کرما ۱۹۰۸، باشگاه فوتبال آتالانتا، باشگاه فوتبال کیاسو، و باشگاه فوتبال سروت ۱۸۹۰ اشاره کرد.